# 三星マナミ
三星 マナミ（みつぼし マナミ、1984年1月16日 - ）は、日本の女性プロスキーヤー。日本の女性フリースタイルスキー・ハーフパイプの草分け。2012-13FISワールドカップフリースタイルスキー・ハーフパイプで2位になったほか、ソチオリンピックフリースタイルスキー・ハーフパイプ日本代表でもある。またフリースタイルスキー公式戦女子の部ではフレアという技をメイクし世界で初めて成功させた。本名、上野 眞奈美（うえの まなみ）。旧姓、三星（みつぼし）。
神奈川県横浜市緑区出身。4人兄弟の末っ子。子役として芸能活動を行っていたこともあり、NHK教育『天才てれびくん』てれび戦士（出演期間1995年度）としても知られている。

## 略歴
- 1986年 - スキーを始める。
- 1993年 - 劇団日本児童に入団、タレント活動を行う。
- 1996年3月 - 横浜市立竹山小学校卒業[5]。スキー競技専念のためタレントを引退。
- 1999年3月 - 横浜市立鴨居中学校卒業[5][7]。
- 1999年4月 - 神奈川県立荏田高等学校入学[5]。
- 2002年3月 - 神奈川県立荏田高等学校卒業[5]。
- 2002年4月 - 法政大学社会学部に入学[8]。
- 2005年12月24日 - プロに転向、スキーチーム・girl's SKI team Masshを結成[9]。
- 2006年3月 - 法政大学社会学部卒業[8]。フリースタイル競技に転向、ハーフパイプで活躍。登録名を三星マナミに変更。
- 2007年1月 - USフリースキーイングオープン・スーパーパイプ5位入賞。
- 2009年8月 - フリースタイル・スキー選手の上野雄大と結婚、長野県野沢温泉村に移住、バンクーバーオリンピックでスキー・ハーフパイプが正式種目に選出されなかったこともあったため[10]スキー競技活動を引退[5]。
- 2009年11月 - 第1子（長女）を出産[11]。
- 2010年 - 長野県・野沢温泉にスキーショップ「COMPASS」を開店[12]。
- 2010年3月 - ソチオリンピックからスキー・ハーフパイプがオリンピック正式種目として採用されたのを機にスキー競技活動に復帰[13]。
- 2012年2月 - 芸能事務所「プラチナムプロダクション」とマネージメント提携を開始[14]。
- 2013年10月 - プラチナムプロダクションとのマネージメント提携を解消。
- 2014年2月 - ソチオリンピックフリースタイルスキー・ハーフパイプ23位[2]、スキー競技を引退。
- 2014年春 - ママアスリートネットワーク代表[15]。
- 2016年4月 - 第2子（次女）を出産[16]。

### 成績
2002年 - 2003年
- 全国高等学校スキー選手権大会 回転17位
- JOCジュニアオリンピック 回転17位

2003年 - 2004年
- 全日本学生スキー選手権大会 スーパー大回転2位,回転1位
- 第41回全日本スキー技術選手権大会(2004年2月13日 - 15日) 1位

2004年 - 2005年
- 全日本学生スキー選手権大会 大回転1位,回転1位
- 全日本学生スキー技術選手権大会 3位入賞

2005年 - 2006年
- 全日本学生スキー選手権大会 大回転5位入賞,回転5位入賞
- 全日本学生スキー技術選手権大会 3位入賞
- 2005-2006FISワールドカップフリースタイルスキー・ハーフパイプ カナダ・エイペックス 7位入賞
- ニュージーランドオープン・フリースタイルスキー・ハーフパイプ 3位入賞
- ニュージーランド　カードローナ・コカコーラカップ・ハーフパイプ　4位入賞

2006年 - 2007年
- アメリカ　US-OPEN・ハーフパイプ　5位入賞
- ニッポンフリースキーイングオープン2007・ハーフパイプ 10位
- カナダ　ワールドスキー&スノーボードフェスティバル（WSSF）・ハーフパイプ 10位

2007年 - 2008年
- 2007-2008FISワールドカップフリースタイルスキー・ハーフパイプ 日本・猪苗代 6位入賞
- ニッポンフリースキーイングオープン2008・ハーフパイプ 7位入賞

2008年 - 2009年
- ニュージーランドオープン・フリースタイルスキー・ハーフパイプ 3位入賞
- 2008-2009FISワールドカップフリースタイルスキー・ハーフパイプ フランス・ルコンタミネ 11位
- 2008-2009FISワールドカップフリースタイルスキー・ハーフパイプ アメリカ・ディアバレー 12位
- ニッポンフリースキーイングオープン2009・スーパーパイプ 3位入賞
- FIS世界フリースタイルスキー選手権・ハーフパイプ 日本・猪苗代 16位

2010年 - 2011年
- FIS世界フリースタイルスキー選手権・ハーフパイプ アメリカ・ソルトレークシティー 10位

2011年 - 2012年
- 2011-2012FISワールドカップフリースタイルスキー・ハーフパイプ アメリカ・コッパーマウンテン 6位入賞
- 2011-2012FISワールドカップフリースタイルスキー・ハーフパイプ アメリカ・マンモス 21位

2012年 - 2013年
- 2012-13FISワールドカップフリースタイルスキー・ハーフパイプ ニュージーランド・カードローナ 2位入賞
- 2012-13FISワールドカップフリースタイルスキー・ハーフパイプ アメリカ・コッパーマウンテン 11位
- 2012-13FISワールドカップフリースタイルスキー・ハーフパイプ ロシア・ソチ 16位
- FIS世界フリースタイルスキー選手権・ハーフパイプ ノルウェー・ボス 4位入賞
- Dew Tour iON Mountain Championship アメリカ・コロラド 9位

2013年 - 2014年
- The North Face Park and Pipe Open Series 10位
- 2013-14FISワールドカップフリースタイルスキー・ハーフパイプ カナダ・カルガリー 5位入賞
- ソチオリンピックフリースタイルスキー・ハーフパイプ 23位

## 人物
父の経営会社の社員旅行で初めて雪山に行き、2歳の時にスキーを始める。小学4年生の時に新聞広告がきっかけで、両親の反対を押し切り劇団日本児童に入団。芸能界デビュー作は竹内力主演のオリジナルビデオ『仁義』シリーズ。1995年、『天才てれびくん』にてれび戦士として出演するが、1996年3月、「タレントで有名になるよりも、スキーで有名になりたい!!!」と、中学1年時にスキー競技専念のため芸能界を引退、アルペン競技に打ち込む。
2002年4月、スポーツ推薦で法政大学に入学、体育会スキー部初の女子部員に。ノルウェー・リューカンでの秋合宿にてスキー・ハーフパイプを初めて知る。
2005年12月、スポーツキャスターを目指しテレビ系を希望していたが採用試験が不合格、完全就職を断念しプロに転向。福島のり子、松本悠佳と女性3人組スキーチーム・girl's SKI team Masshを結成。大学卒業後は基礎スキーと競技スキーを両立していたが、前述の大学1年の時のノルウェーの秋合宿にて希望していたフリースタイルスキー・ハーフパイプに転向する。
2007年1月、USフリースキーイングオープン・スーパーパイプ5位入賞を機に日本の女子スキー・ハーフパイプの第一人者に。同年2月、FIS世界フリースタイルスキー選手権ハーフパイプ日本代表に選出されたが、雪不足により同種目がキャンセル。
2010年、フリースキーの普及やフリースキーを通したキッズスポーツ支援を目的として、長野県・野沢温泉にスキーショップ「COMPASS」を開店。ダイエット指導士の資格を取得し、セルフメディケーションを促す健康指導も行う。
2014年1月、ソチオリンピックへの出場が決定したが、予選で1回目と2回目ともに転倒し、最下位の23位で予選敗退、スキー競技からも引退した。

## 出演

### バラエティ
- 天才てれびくん（1995年4月 - 1996年3月、NHK教育テレビ）てれび戦士

### その他のテレビ番組
- モグモグGOMBO（日本テレビ）
- ジャンクSPORTS（2009年5月10日、フジテレビ）

### オリジナルビデオ
- 仁義4（1995年、日本映像株式会社）

## 書籍

### 雑誌連載
- 月刊SKI journal（2006年、スキージャーナル）